# Malab Al Maktum
Malab Al Maktum – stadion piłkarski w Dubaju, w Zjednoczonych Emiratach Arabskich. Pojemność stadionu wynosi 14 000 widzów. Został otwarty w 1945 roku. Swoje mecze rozgrywa na nim drużyna Al-Nasr Dubaj. Na obiekcie rozegrano m.in. część spotkań Pucharu Azji 1996 oraz młodzieżowych Mistrzostw Świata 2003.